# Pump Up the Volume (canción)
«Pump Up the Volume» es el único sencillo del grupo británico M|A|R|R|S. Grabado y lanzado en 1987, llegó al número uno en varios países y es considerado como un hito significativo en el desarrollo de la música acid house británica, así como del sampling. Su título deriva directamente de un sample de la canción "I Know You Got Soul", un exitoso sencillo de Eric B. & Rakim, lanzado meses antes aquel mismo año.
El sencillo fue el producto de una difícil colaboración entre el grupo de música electrónica Colourbox y la banda de rock alternativo A.R. Kane, dos grupos que integraban el sello independiente 4AD. El vínculo fue sugerido por el fundador de 4AD, Ivo Watts-Russell, luego que los dos grupos hablaran sobre la posibilidad de lanzar un tema dance, inspirado por la música house estadounidense que estaba impactando en las listas británicas. Cuando se lanzó el proyecto M|A|R|R|S a comienzos de 1987, la popularidad del estilo de la canción había comenzado a crecer.

## Posicionamiento en listas

### Listas semanales
| Listas (1987–1988)                                | Posición más alta |
| ------------------------------------------------- | ----------------- |
| Alemania (Offizielle Deutsche Charts)             | 2                 |
| Australia (Australian Music Report)               | 6                 |
| Austria (Ö3 Austria Top 40)                       | 4                 |
| Bélgica (Flandes) (Ultratop 50)                   | 4                 |
| Canadá (RPM Top Singles)                          | 1                 |
| España (AFYVE)                                    | 6                 |
| Estados Unidos (Billboard Hot 100)                | 13                |
| Estados Unidos. (Hot Dance Club Play)             | 1                 |
| Estados Unidos (Hot R&B/Hip-Hop Singles & Tracks) | 8                 |
| Francia (SNEP)                                    | 9                 |
| Irlanda (IRMA)                                    | 5                 |
| Italia (FIMI)                                     | 1                 |
| Nueva Zelanda (Recorded Music NZ)                 | 1                 |
| Países Bajos (Dutch Top 40)                       | 1                 |
| Países Bajos (Mega Single Top 100)                | 2                 |
| Reino Unido (UK Singles Chart)                    | 1                 |
| Suecia (Sverigetopplistan)                        | 14                |
| Suiza (Schweizer Hitparade)                       | 3                 |

### Listas de fin de año
| Listas (1987)                     | Posición |
| --------------------------------- | -------- |
| Bélgica (Ultratop Flanders)       | 22       |
| Europa (European Top 100 Singles) | 47       |
| Países Bajos (Dutch Top 40)       | 10       |
| Países Bajos (Single Top 100)     | 19       |
| Reino Unido (UK Singles Chart)    | 10       |